# Wiesław Świderski
Wiesław Świderski (ur. 12 maja 1952 w Katowicach, zm. 3 kwietnia 2020 w Tychach) – polski wiolonczelista, organista, pedagog, kompozytor i aranżer.

## Życiorys
Wiesław Świderski był absolwentem Państwowej Szkoły Muzycznej im. M. Karłowicza w Katowicach. Uczył się tam gry na wiolonczeli w klasie Konstantego Bożyka. Studiował w Państwowej Wyższej Szkole Muzycznej im. Karola Szymanowskiego w Katowicach w klasie Bernarda Poloka.
Pracował jako muzyk w Filharmonii Śląskiej i Orkiestrze Radia Katowice, przez 25 lat był wiolonczelistą Filharmonii Zabrzańskiej. Grał też w zespołach kameralnych. Było nauczycielem w Państwowej Szkole Muzycznej im. M. Karłowicza w Katowicach i szkołach muzycznych w Bielsku-Białej, Rudzie Śląskiej i Jaworznie. W wielu kościołach pracował jako organista, m.in. w Parafii Najświętszych Imion Jezusa i Maryi w Katowicach.
W 1983 stworzył chrześcijański młodzieżowy zespół wokalno-instrumentalny Przemienienie. Wystąpił z nim ponad 1,3 tysięcy razy, grając w Polsce i za granicą, m.in. w Norwegii, Szwecji, Niemczech, na Ukrainie, we Włoszech i Francji. Z Przemienieniem wystąpił kilkukrotnie dla papieża Jana Pawła II.
W latach 1993–1995 współorganizował chrześcijański festiwal „Gaude Fest” w Ustroniu. Poprowadził grającą na tym festiwalu orkiestrę i dokonał z nią nagrań dla radia i telewizji. Na potrzeby tej imprezy stworzył też wiele muzycznych opracowań i aranżacji.
Jest autorem w sumie ponad 3 tysięcy kompozycji i opracowań muzycznych. Opracował m.in. Taniec góralski z baletu Harnasie Karola Szymanowskiego.
W 1996 roku współtworzył musical Album rodzinny Erwina Respondka wyprodukowanym przez Antenę Górnośląską. Opracowywał utwory muzyczne dla Stołecznej Estrady, Królewskiej Orkiestry Symfonicznej w Wilanowie, Kwartetu Śląskiego, kwintetu dętego NOSPR, Orkiestry Aukso, Orkiestry Zdrojowej w Krynicy i Filharmonii Zabrzańskiej. Współpracował m.in. z Wiesławem Ochmanem, Małgorzatą Walewską, Iwoną Hossą, Adamem Zdunikowskim, Zbigniewem Wodeckim, Rayem Wilsonem znanym z zespołu Genesis.

## Nagrody
Otrzymał wiele nagród i wyróżnień m.in.: Srebrną Odznakę "Zasłużony dla województwa śląskiego", Brązowy Medal „Zasłużony Kulturze Gloria Artis” (2015) oraz Nagrodę Prezydenta Miasta Zabrze w Dziedzinie Kultury. Pośmiertnie w 2020 roku został również odznaczony Wyróżnieniem im św. Kamila.